# Avitta habrarcha
Avitta habrarcha är en fjärilsart som beskrevs av Pierre E.L. Viette 1956. Avitta habrarcha ingår i släktet Avitta och familjen nattflyn. Inga underarter finns listade i Catalogue of Life.